# 来島海峡第三大橋

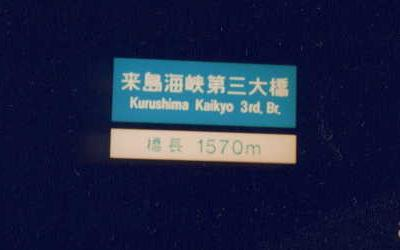
愛媛県道325号今治大三島自転車道線より撮影

来島海峡第三大橋（くるしまかいきょうだいさんおおはし）は、瀬戸内海の来島海峡に架かる吊橋である。来島海峡大橋の3つ目の橋で、愛媛県今治市と今治市馬島を結び、しまなみ海道（西瀬戸自動車道、国道317号バイパス）の一部を構成している。
自動車の他、自転車・歩行者も通行が可能。

## 構造
構造は単径間2ヒンジ補剛箱桁吊橋で、世界15位、日本3位の長大橋である。
- 全長：1570m
- 中央径間：1030m
- 道路構造：第1種3級
- 設計速度：80km/h（規制速度70km/h）
- 車線数：4車線
- 着工：1988年5月15日
- 供用開始：1999年5月1日

## 特記事項
- 歩行者道、バイク道が併設されている。
- 風速15mで歩行者道、バイク道の通行止め、および自動車専用道路部の2輪通行止めと4輪が50km/h規制となる。
- 風速25mで自動車専用道路部が通行止めとなる。
- 今治側アンカーブロックは景観を損なわないように糸山半島の地中に埋め込む配慮がされている。

## 外部サイト
- JB本四高速 - 本州四国連絡高速道路（公式サイト）
  - しまなみ海道の橋　来島海峡大橋
- インターネット自然研究所 - 来島海峡と来島海峡第三大橋の定点カメラ（静止画）。

座標: 北緯34度6分56秒 東経132度59分8秒 / 北緯34.11556度 東経132.98556度